# Illarion Ivanovič Voroncov-Daškov
Il conte Illarion Ivanovič Voroncov-Daškov (in russo Илларион Иванович Воронцов-Дашков?; San Pietroburgo, 27 maggio 1837 – Alupka, 15 gennaio 1916) è stato un politico e militare russo.

## Biografia
Esponente della famiglia Voroncov, una fra le più antiche casate russe, il conte Illarion Voroncov-Daškov era figlio del conte Ivan Illarionovič Voroncov-Daškov, e della moglie, Aleksandra Kirillovna Naryškina, nipote di Lev Aleksandrovič Naryškin, Marija Alekseevna Senjavina e Jakov Ivanovič Lobanov-Rostovskij.
Nel 1855, entrò all'Università di Mosca, ma l'anno successivo entrò nel servizio militare, come volontario nel reggimento di cavalleria.

## Carriera
Fu Ministro delle Proprietà Imperiali nel periodo 1881-1897, governatore generale del vicereame del Caucaso (col titolo di viceré) fra il 1905 e il 1915, e generale di cavalleria. Al suo arrivo a Tbilisi, istituì la legge marziale per fronteggiare i disordini politici e gli scioperi che agitavano la Georgia, inoltre dovette occuparsi anche della difficile convivenza fra le numerose etnie (in particolare fra armeni, azeri e georgiani) in tutta la regione.
Scrisse due dettagliati rapporti sulla situazione in Caucaso, indirizzati allo zar Nicola II: Vsepoddanněišaja zapiska po upravleniju kavkazskim" kraem" general"-ad"jutanta Grafa Voroncova-Daškova nel 1907, e Vsepoddannejšij otčet za vosem' let upravlenija Kavkazom general-ad"jutanta grafa Voroncova-Daškova nel 1913, entrambi pubblicati a San Pietroburgo.
Il 29 ottobre 1914, l'Impero ottomano si alleò con le Potenze Centrali e dichiarò guerra alla Russia, che decise di istituire un autonomo Fronte del Caucaso, formato inizialmente dal I Corpo e dal IV Corpo del Caucaso, con quartier generale a Kars e con il generale Voroncov-Daškov come comandante in capo ed il generale Judenič come comandante delle operazioni.
A Voroncov-Daškov venne ufficialmente attribuita la vittoria delle truppe russe nella battaglia di Sarıkamış, che si svolse fra il dicembre 1914 e il gennaio 1915.
Morì nel 1916, ad Alupka, in Crimea, dopo essere stato rimosso dal comando e sostituito dal granduca Nicola il Giovane e dal generale Nikolaj Nikolaevič Judenič.

## Matrimonio
Nel 1867, sposò la contessa Elizaveta Andreevna Šuvalova, figlia di Andrej Petrovič Šuvalov. Ebbero otto figli:
- Ivan (1868-1897);
- Aleksandra (1869-1959), sposò Pavel Šuvalov l'8 aprile 1890 a San Pietroburgo, ebbero otto figli;
- Sof'ja (1870-1953), sposò Elim Pavlovič Demidov;
- Maria (1871-1927), sposò Vladimir Vladimirovič Musin-Puškin, ebbero tre figli;
- Irina (1872-1959), sposò Dmitrij Sergeevič Šeremetev, ebbero sette figli;
- Roman (1874-1893);
- Illarion (1877-1932);
- Aleksandr (1881-1938).